# Wayback Machine
Wayback Machine là một kho lưu trữ kỹ thuật số của World Wide Web và những thông tin khác trên Internet, được tạo ra bởi Internet Archive, một tổ chức phi lợi nhuận đặt trụ sở tại San Francisco, California. Nó được thiết lập bởi Brewster Kahle và Bruce Gilliat, và nội dung được vận hành bởi Alexa Internet. Dịch vụ này cho phép người dùng xem các phiên bản đã lưu trữ của những trang web theo thời gian.
Kể từ khi ra mắt vào năm 1996, khoảng 835 tỷ trang đã được thêm vào kho lưu trữ. Dịch vụ này cũng đã gây ra tranh cãi về việc liệu việc tạo các trang lưu trữ mà không có sự cho phép của chủ sở hữu có cấu thành vi phạm bản quyền ở một số khu vực pháp lý nhất định hay không.

## Lịch sử
Wayback Machine bắt đầu lưu trữ bộ nhớ đệm các trang web trên Internet từ ngày 12 tháng 5 năm 1996, với mục tiêu đưa dịch vụ này ra công chúng sau 5 năm.